# Тавароне (Ла Специја)
Тавароне је насеље у Италији у округу Ла Специја, региону Лигурија.
Према процени из 2011. у насељу је живело 88 становника. Насеље се налази на надморској висини од 599 м.